# Fredrik Wenzel
Fredrik Wenzel, né le 1er septembre 1978 à Fässbergs församling en Suède, est un directeur de la photographie suédois.

## Filmographie
- 2001 : Midsund
- 2006 : Farväl Falkenberg
- 2009 : Apan
- 2009 : Broder Daniel Forever
- 2009 : Man tänker sitt de Henrik Hellström et Fredrik Wenzel
- 2009 : Småvilt - court-métrage
- 2010 : De fem sinnena - court-métrage
- 2010 : Kontraktet - court-métrage
- 2013 : The Quiet Roar de Henrik Hellström et Fredrik Wenzel
- 2014 : Snow Therapy (Turist) de Ruben Östlund
- 2017 : The Square de Ruben Östlund
- 2021 : Sans filtre (Triangle of Sadness) de Ruben Östlund

## Distinctions

### Récompenses
- 2014 : Meilleure photographie aux Guldbagge Awards pour Snow Therapy
- 2014 : Meilleure photographie pour Snow Therapy